# تريفور تايلور
تريفور تايلور (بالإنجليزية: Trevor Taylor)‏ مواليد 26 ديسمبر 1936، كان سائق فورملا 1 بريطاني سابق كان قد بدأ مسيرته الاحترافية سنة 1959. كان أول سباق له هو جائزة بريطانيا الكبرى 1959. خاض خلال مسيرته 29 سباقاً.

## سباقات شارك فيها
- لو مان 24 ساعة
- بطولة العالم للسيارات الرياضية
- بطولة فورمولا 3 البريطانية

## روابط خارجية
- تريفور تايلور على موقع Racing-Reference.info (الإنجليزية)
- تريفور تايلور على موقع DriverDB.com (الإنجليزية)